# 同和鉱業片上鉄道線
片上鉄道線（かたかみてつどうせん）は、かつて岡山県備前市の片上駅から久米郡柵原町（現・美咲町）の柵原駅までを結んでいた、同和鉱業（現・DOWAホールディングス）の鉄道路線である。1991年（平成3年）7月1日に廃線となった。

## 概要
1901年ごろ、西大寺 - 瀬戸間に鉄道を敷設し、山陽鉄道の瀬戸駅と連絡させ、町苅田、佐伯を経て延伸した上で柵原鉱山で産出される硫化鉄鉱を吉井川の川舟（高瀬舟）に代わって西大寺港まで輸送する目的で瀬戸軽便鉄道（株）が設立されたが、第一次世界大戦の影響で頓挫し、1919年に会社解散となった。同年同じ目的で計画された片上軽便鉄道が免許を取得し片上鉄道（株）として会社設立、ルートを変更して建設され、1923年1月に片上 - 和気間が開業した。次いで8月に和気 - 備前矢田 - 井ノ口（貨）間が開業。1931年2月、井ノ口 - 柵原間が開業し（井ノ口駅は廃止）全線開通した。柵原鉱山からの鉱石輸送のほかに沿線住民の足として旅客営業も行われていた。尾小屋鉄道や三岐鉄道とともに、陸運統制令の枠外として他社への事業統合を免れ、青梅鉄道や群馬鉄山専用線などと違い国鉄買収の対象にもならなかった。
鉱石輸送が主体であったため交換駅の有効長は長く、しかもPC枕木を使用するなど地方鉄道としては高い規格の線路を有していた。営業末期の時点でも車両や施設の保守がよく、現在も整備・動態保存されているキハ303（旧番号キハ3003←国鉄キハ41071）は唯一動態で保存されているキハ41000形であり、動態保存されている気動車としては日本最古である。また、キハ702（旧番号キハ07 5）は流線形の原型を保った国鉄キハ42000形の貴重な生き残りである。
なお、変わった車両としてワフ100形という形式なのに貨物室が存在せず、一見車掌車「ヨ」に見える有蓋緩急車が存在したが、これはこの車両の前歴が国鉄ワフ22000形であり、1976年に入線後入換時の利便性のため両端にデッキを設け、この際に貨物扉を撤去してこのような外見になったものであった。
和気以北では吉井川に沿い、客車列車（主に混合列車）も運転されていた。鉄道ファンはその客車の色から「ブルートレイン」と呼んでおり、自社発注のホハフ2000形（昭和25年・ナニワ工機製）と国鉄から購入したホハフ3000形（旧オハ35）が使用されていた。乗客が多かったのは和気駅・周匝駅であった。
また、1931年（昭和6年）7月20日に開業した杖谷駅（開業時より無人駅）は、民家の庭先に待合小屋とホームがあるという大変珍しい駅であった。
しかし、収入の多くを占めていた柵原鉱山の鉱石輸送は円高などによる国内産硫化鉄鉱の需要減で産出量が減ったため、トラックに切り替えられ、鉄道経営が成り立たなくなってしまった。会社側は肥料輸送や旅客列車の減便などで生き残りを図ったが、沿線は人口が希薄で過疎も進みつつあったため乗客は減り続けた。末期には、当時『時代村』などのレジャー事業も行っていた大新東が経営を引き継ぎ、沿線に建設予定だった備前ヨーロッパ時代村へのアクセス鉄道として再生させるプランが持ち込まれたがバブル崩壊で実現せず、万策尽きる形で1991年7月1日に全線が廃止された。

## 路線データ（廃止時）
- 路線距離：
  - 営業キロ：33.8km
  - 建設キロ：33k997m39（線路終点まで 34k257m18、マイル換算 21マイル21チェーン）
  - 側線含む総延長：43k303m
- ダブル・チェイン[* 2]：3か所（9k800m付近、31k000m付近、33k800m付近）
- ブレイク・チェイン[* 3]：1か所（11k300m付近）
- 軌間：1067mm
- 駅数：17駅（起終点駅含む）
- 複線区間：なし（全線単線）
- 電化区間：なし（全線非電化）
- 閉塞方式：単線自動閉塞式 (ARC)
- 軌条：37kgレール 98.3%、30kgレール 1.7%
- 踏切：108か所（うち特殊信号発光機設置踏切 27か所）
- 橋梁：98か所（総延長 1k244m484）
- 最小勾配：0.9‰（28k585m97 - 29k068m78 周匝駅付近）
- 最大勾配：28.6‰（0k603m05 - 1k750m16、2k031m08 - 3k218m69 片上 - 清水間）
- 最小曲線：半径240m 4か所
- 最大曲線：半径300m 18か所
- 隧道：3か所 （総延長：270m061）
- 陸閘：1か所 河本 - 備前矢田間 (17k535m - 17k541m)

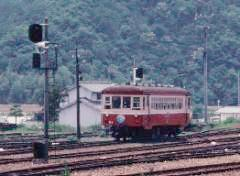
和気駅を出発したキハ303（柵原行）
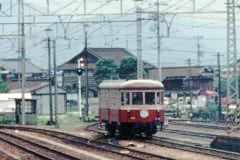
和気駅を出発したキハ702（片上行）
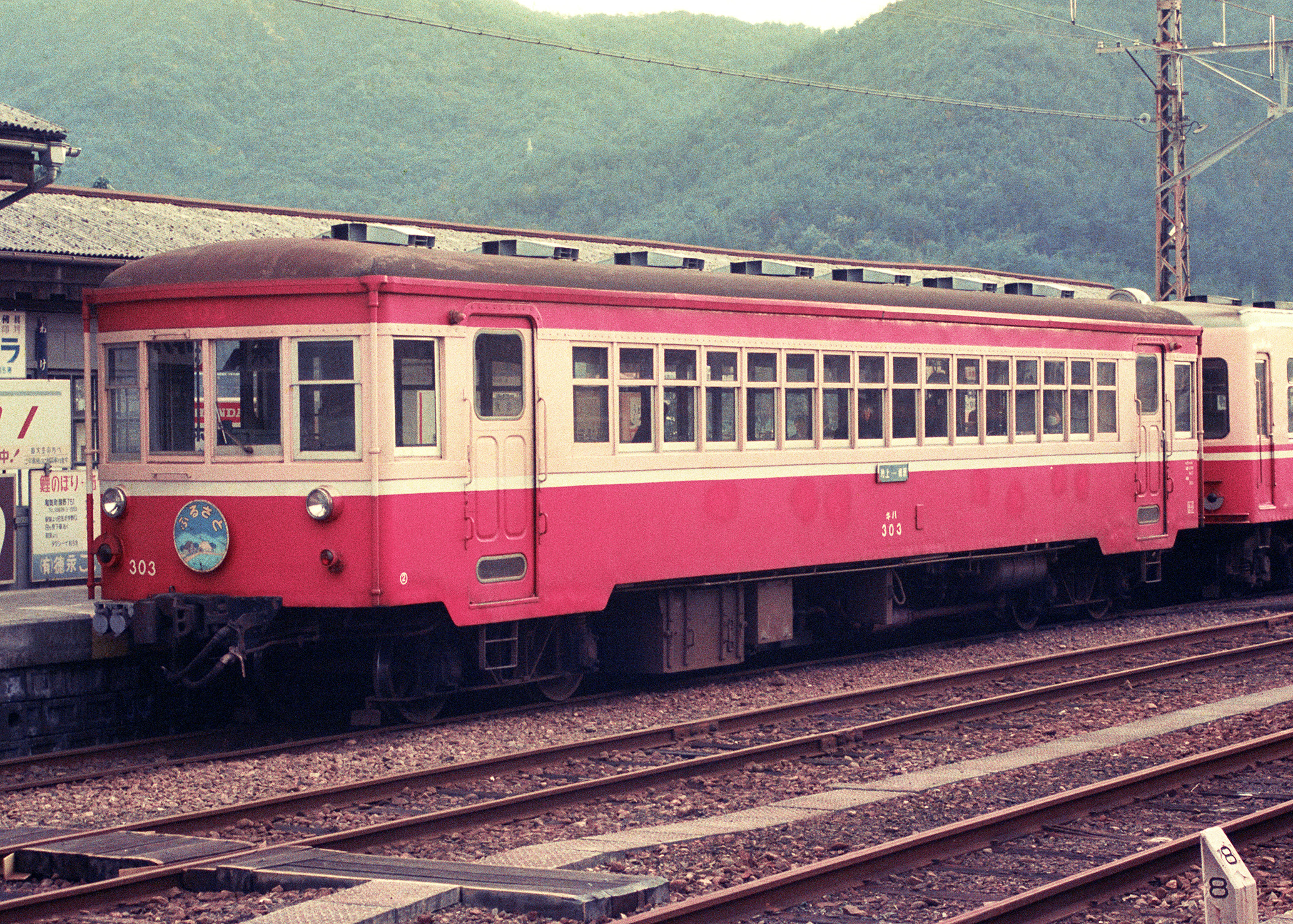
キハ303
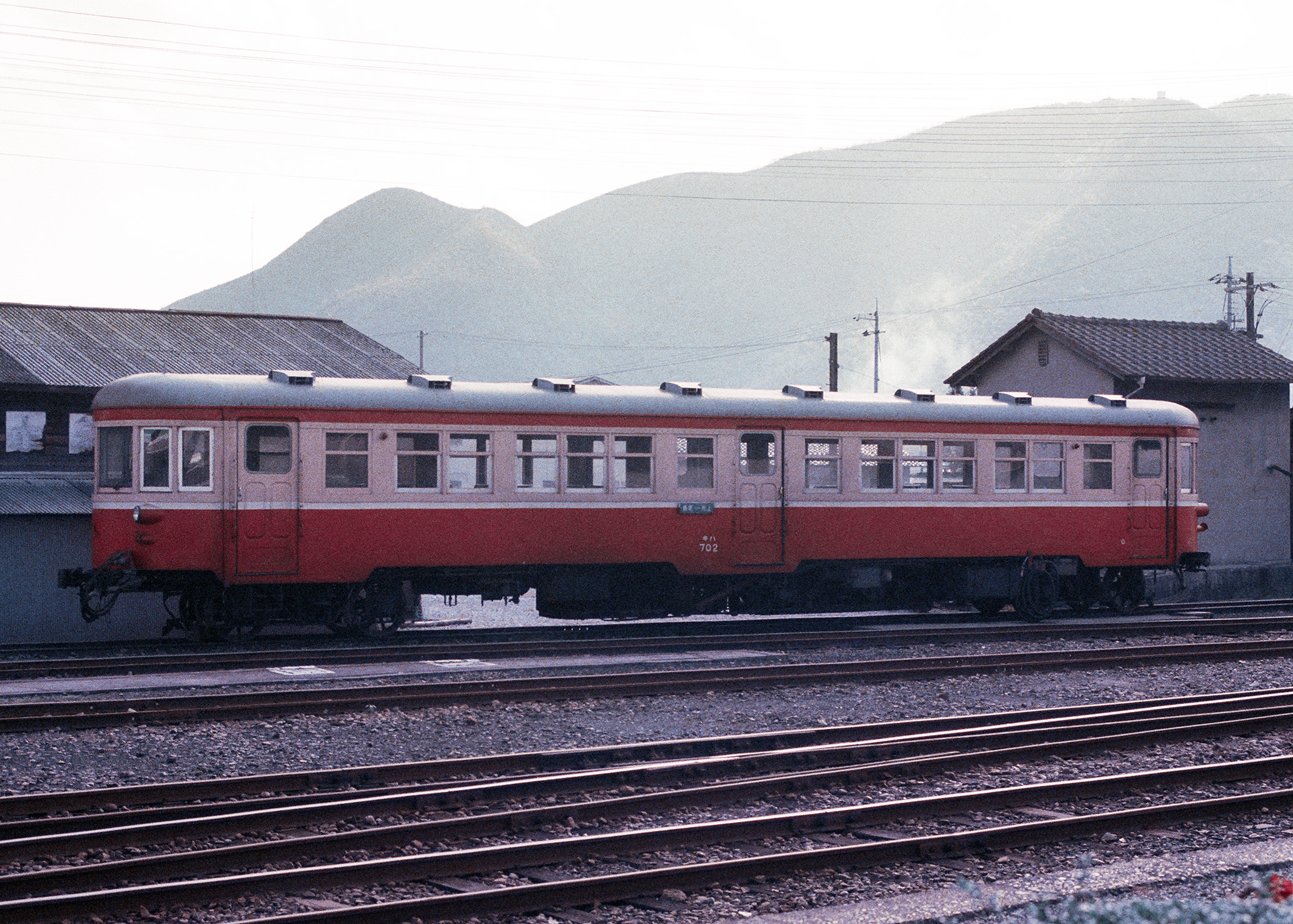
キハ702
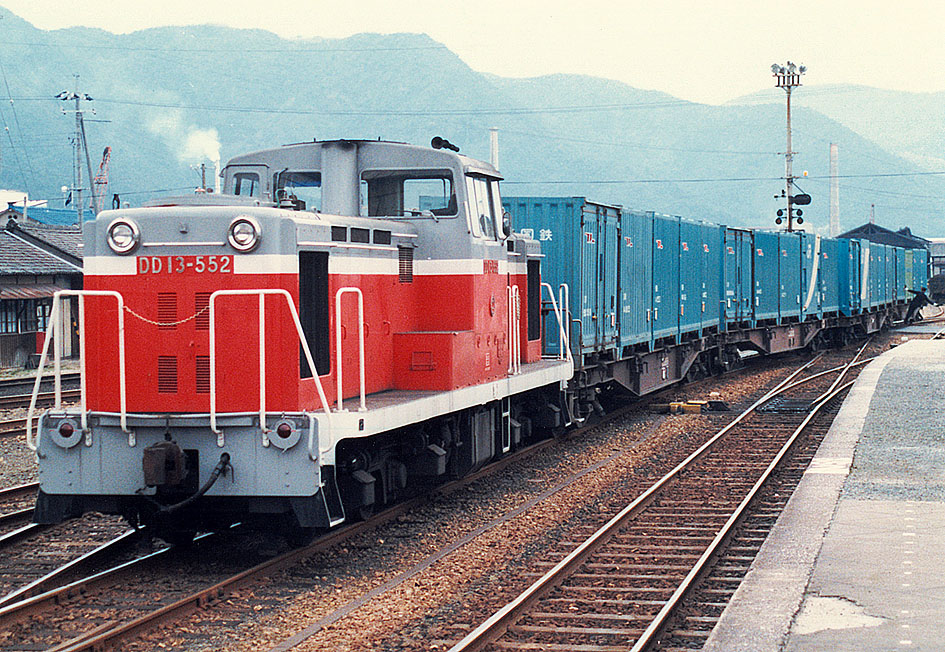
DD13-552
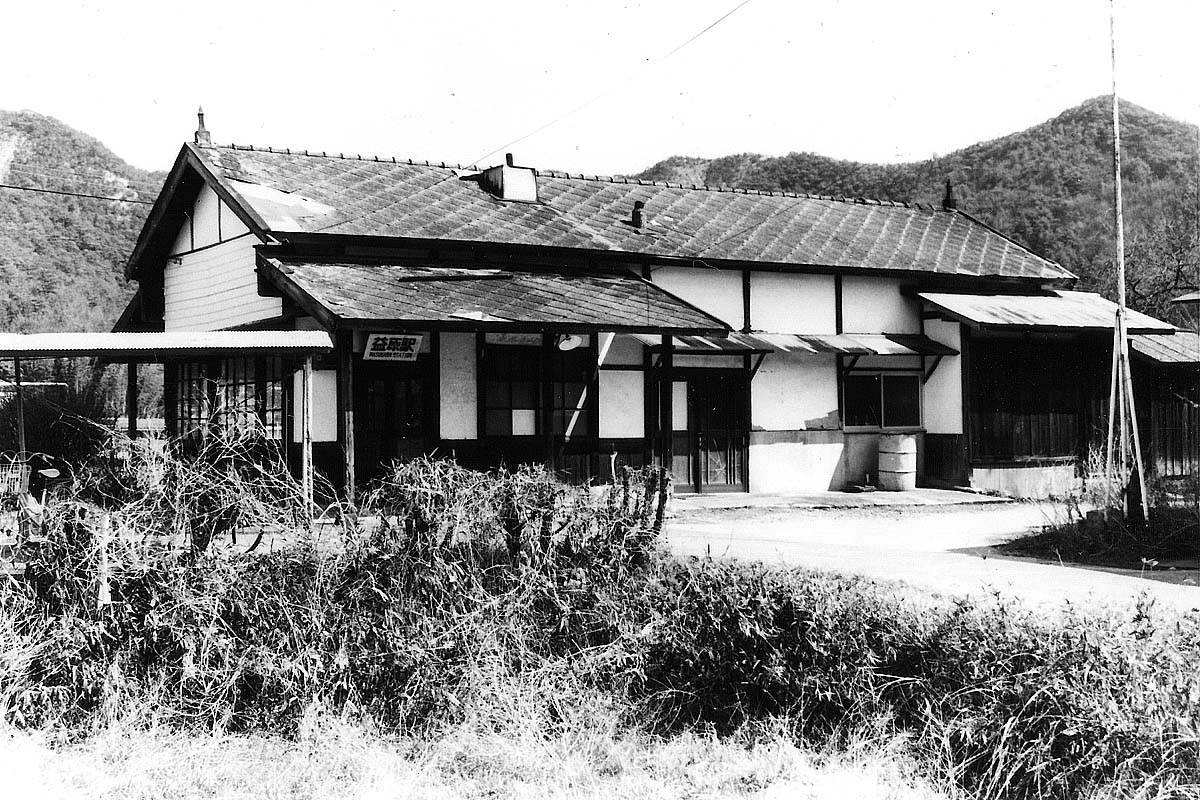
益原駅（1990年）
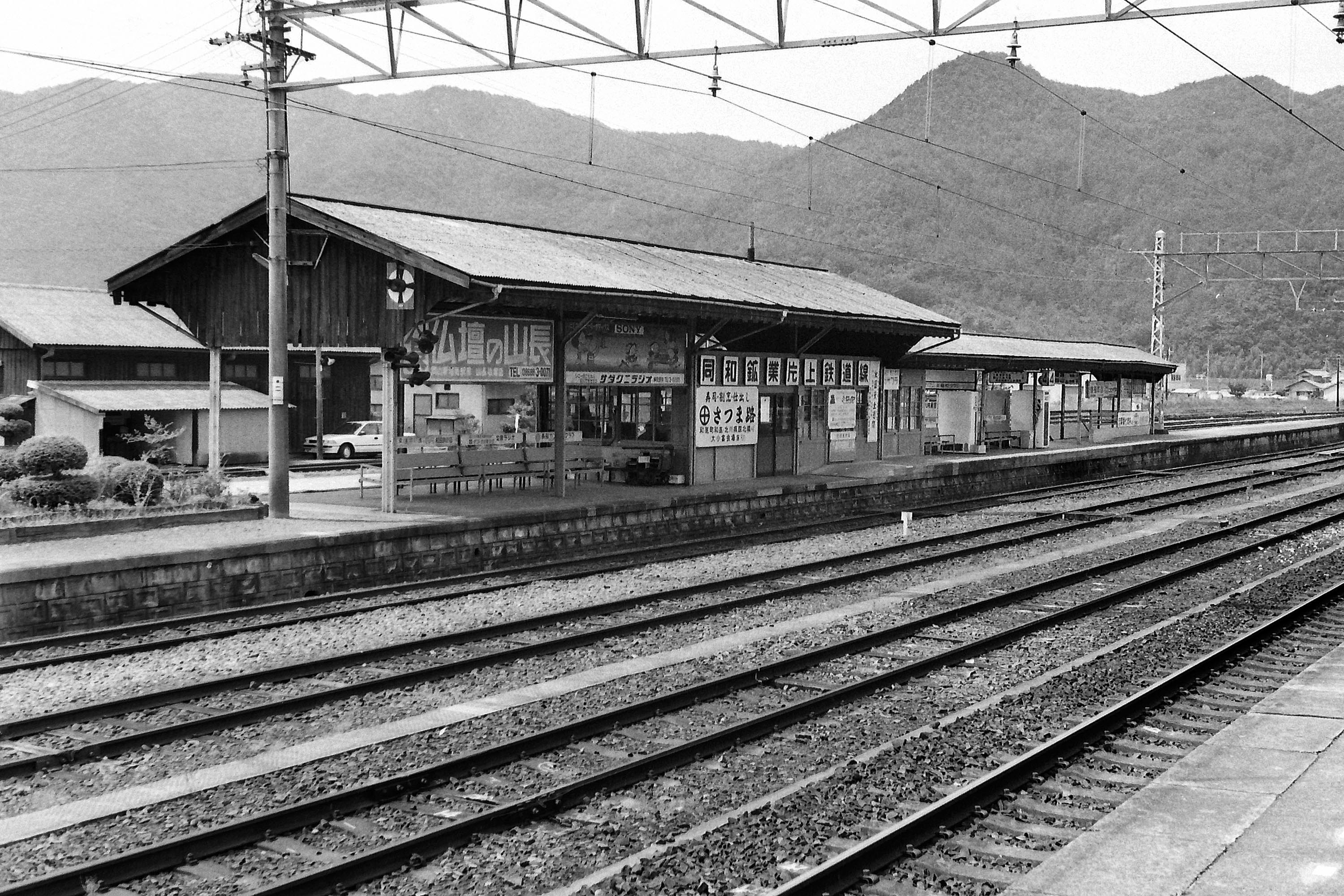
和気駅（1990年）
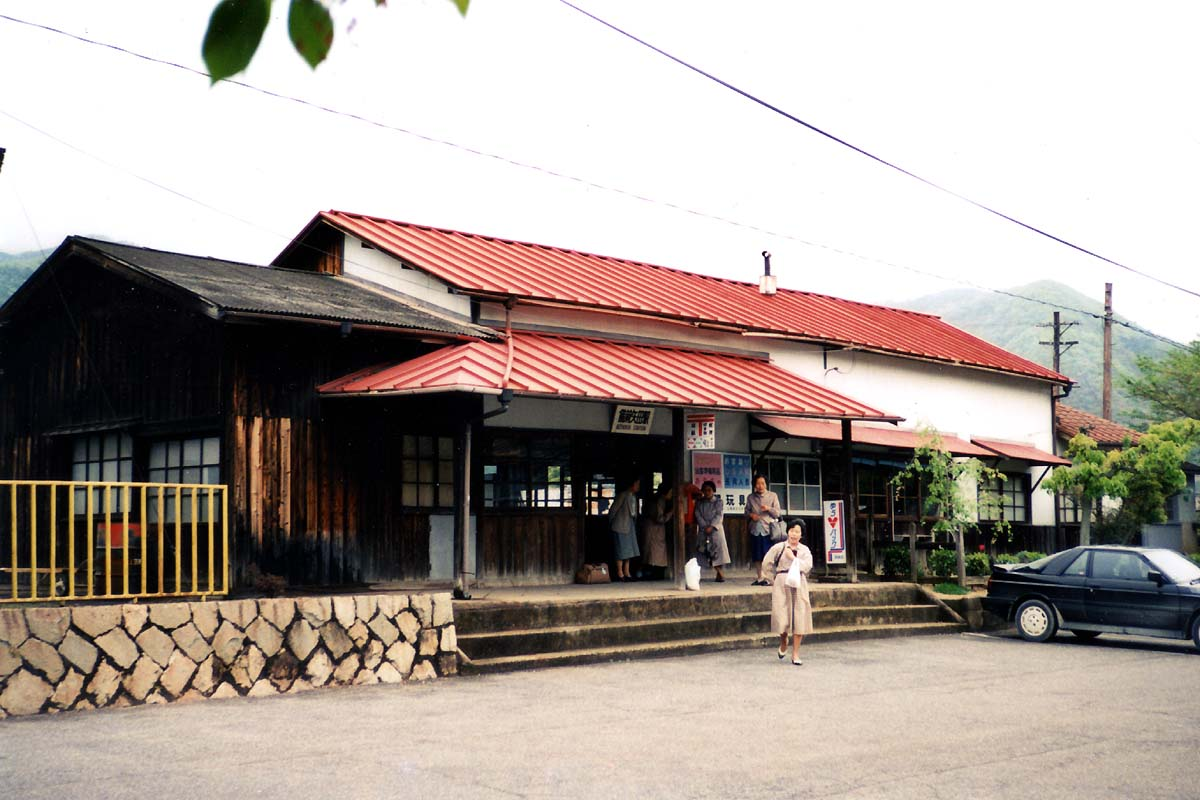
備前矢田駅（1988年)
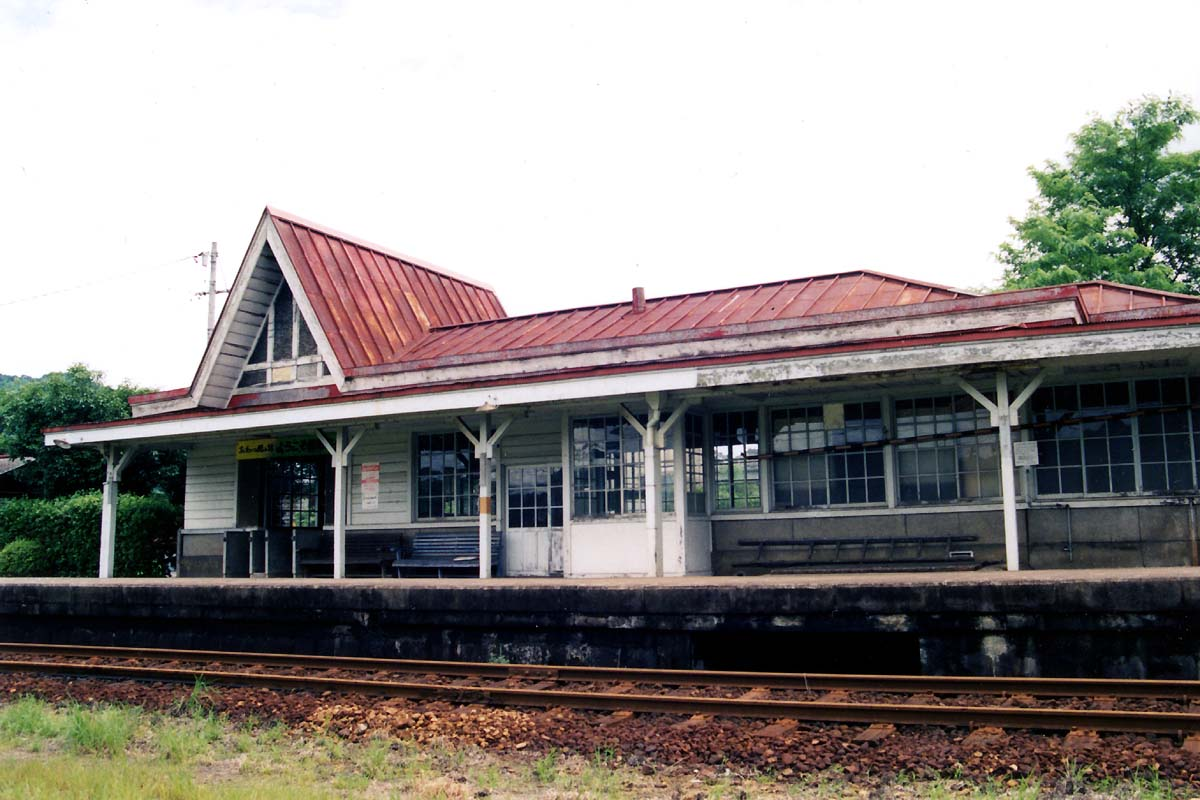
美作飯岡駅（1991年）
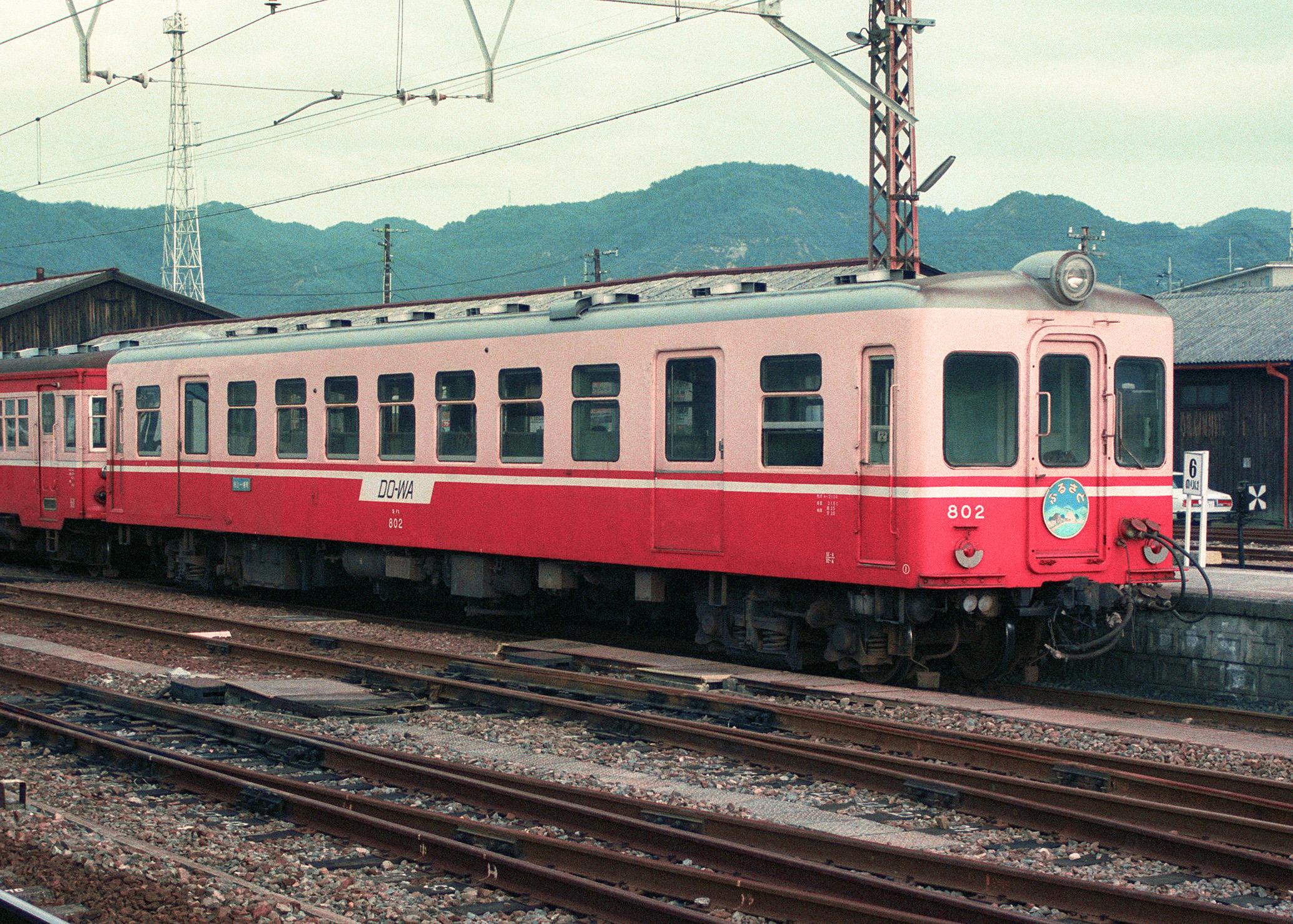
小坂線から移籍したキハ802

## 歴史
- 1919年（大正8年）
  - 3月24日 片上 - 三石（片上 - 和気 - 吉永 - 三石）間の軽便鉄道（軌間762mm）の免許を鉄道大臣に出願
  - 7月16日 片上 - 三石間の軽便鉄道の免許取得（片上軽便鉄道）[9]
  - 11月27日 片上鉄道設立[10][11]
- 1921年（大正10年）
  - 6月17日 片上恵比寿神社にて起工式
  - 12月28日 和気 - 三石間の免許失効[12]。
- 1922年（大正11年）4月17日 軌間1067mmに変更の上、和気 - 井ノ口間の免許取得[13]
- 1923年（大正12年）
  - 1月1日 片上鉄道により、片上 - 和気間が開業[14]
  - 8月10日 和気 - 備前矢田 - 井ノ口間が開業。旅客営業は片上 - 備前矢田間のみ[15]。柵原鉱山からの鉱石輸送用索道と井ノ口で連絡
- 1924年（大正13年）8月31日 本和気駅、天瀬駅開業[16]
- 1929年（昭和4年）2月14日 井ノ口 - 柵原間の免許取得[17]
- 1931年（昭和6年）
  - 2月1日 井ノ口 - 柵原間開業し全通。全線で旅客営業開始。井ノ口駅廃止[18]
  - 7月20日 杖谷駅開業
- 1950年（昭和25年）6月20日 藤田興業が片上鉄道を合併。「藤田興業片上鉄道海運事務所」に改称
- 1957年（昭和32年）8月1日 同和鉱業が藤田興業を合併。「同和鉱業片上鉄道事業所」に改称
- 1963年（昭和38年）5月1日 国鉄赤穂線に西片上駅が開業し、当線片上駅の最寄り国鉄駅となる（徒歩3分程度）。
- 1965年（昭和40年）10月 動力車のディーゼル化に着手
- 1967年（昭和42年）
  - 12月 （片上鉄道線）和気駅運転業務を直営化[* 4]
  - 3月1日 美作飯岡・備前福田駅業務を外部委託
- 1968年（昭和43年）9月10日 蒸気機関車全廃
- 1971年（昭和46年）
  - 2月1日 片上 - 天瀬間単線自動閉塞式 (ARC) 化。清水駅無人化実施、本和気駅業務を外部委託
  - 6月1日 美作飯岡駅無人化実施
  - 10月1日 天瀬 - 備前塩田間単線自動閉塞式 (ARC) 化。天瀬・苦木駅無人化実施
- 1972年（昭和47年）
  - 9月1日 備前塩田 - 柵原間単線自動閉塞式 (ARC) 化。備前塩田駅業務と、片上駅構内の「西片上浜踏切」の看守業務を外部委託
  - 10月 合理化により、車両整備・保線業務を同和工営に委託
- 1973年（昭和48年）10月1日 周匝駅業務を外部委託
- 1978年（昭和53年）11月 国鉄と廃車車両の解体工事を請け負う契約が結ばれ工事開始。翌1979年3月頃までにキハ80系10両とスロ54形やマニ60形などの客車20両を片上駅構内にて解体
- 1983年（昭和58年）1月19日 国鉄コンテナの輸送営業を開始
- 1984年（昭和59年）
  - 2月1日 郵便輸送を廃止
  - 4月1日 本和気・河本・備前塩田・備前福田の4駅の業務委託を解消し、無人化実施
- 1986年（昭和61年）
  - 3月 日祝日ダイヤ（一部列車の運行休止）を導入
  - 11月1日 国鉄連絡車扱貨物輸送を廃止
- 1987年（昭和62年）
  - 8月18日 同和鉱業より鉄道廃止の方針が正式発表
  - 11月1日 鉱石輸送をトラック輸送に切替
- 1988年（昭和63年）
  - 1月 柵原駅無人化実施
  - 3月13日 JRコンテナの輸送営業を廃止
  - 6月 岡山県・沿線町村存続対策協議会・同和鉱業の3者による「片上鉄道の運営に関する覚書」締結。3年間の「存続試行期間」制定
  - 7月1日 貨物営業廃止
- 1991年（平成3年）
  - 1月18日 鉄道事業廃止申請書を同和鉱業より運輸大臣に提出[7]
  - 3月8日 中国運輸局より代替バス路線準備の遅れを指摘され、廃止申請を取り下げ[7]。廃止予定の4月1日より3か月間の廃止延期を発表
  - 5月10日 鉄道事業廃止申請書を再度、運輸大臣に提出[7]
  - 6月30日 最終運行[3]
  - 7月1日 全線廃止[2]

## 駅一覧
所在地名などは廃止時点のもの（井ノ口駅廃止時の所在地は和気郡山田村）。全駅岡山県に所在。
| 駅名                                             | 駅間キロ | 営業キロ | 建設キロ（駅中心） | 接続路線・備考                     | 所在地        | 所在地        |
| ------------------------------------------------ | -------- | -------- | ------------------ | ---------------------------------- | ------------- | ------------- |
| 片上駅                                           | -        | 0.0      | 0k281m64           | 西日本旅客鉄道：赤穂線（西片上駅） | 備前市        | 備前市        |
| 清水駅                                           | 4.1      | 4.1      | 4k355m29           |                                    | 和気郡        | 和気町        |
| 中山駅                                           | 1.6      | 5.7      | 5k934m46           |                                    | 和気郡        | 和気町        |
| 和気駅                                           | 2.9      | 8.6      | 8k872m21           | 西日本旅客鉄道：山陽本線           | 和気郡        | 和気町        |
| ダブル・チェイン (9k808m856-9k803m444 +5m412)    |          |          |                    |                                    | 和気郡        | 和気町        |
| 本和気駅                                         | 1.5      | 10.1     | 10k392m34          |                                    | 和気郡        | 和気町        |
| ブレイク・チェイン (11k312m60-11k314m10 -1m51)   |          |          |                    |                                    | 和気郡        | 和気町        |
| 益原駅                                           | 1.5      | 11.6     | 11k882m99          |                                    | 和気郡        | 和気町        |
| 天瀬駅                                           | 2.9      | 14.5     | 14k816m02          |                                    | 和気郡        | 佐伯町        |
| 河本駅                                           | 1.8      | 16.3     | 16k590m32          |                                    | 和気郡        | 佐伯町        |
| 備前矢田駅                                       | 2.0      | 18.3     | 18k567m81          |                                    | 和気郡        | 佐伯町        |
| （貨）井ノ口駅                                   | 1.1      | 19.4     |                    | 1931年2月1日廃止                   | 和気郡        | 佐伯町        |
| 苦木駅                                           | 2.8      | 22.2     | 22k526m79          |                                    | 和気郡        | 佐伯町        |
| 杖谷駅                                           | 2.0      | 24.2     | 24k482m15          |                                    | 和気郡        | 佐伯町        |
| 備前塩田駅                                       | 1.3      | 25.5     | 25k793m28          |                                    | 和気郡        | 佐伯町        |
| 備前福田駅                                       | 1.7      | 27.2     | 27k439m32          |                                    | 赤磐郡 吉井町 | 赤磐郡 吉井町 |
| 周匝駅                                           | 1.3      | 28.5     | 28k775m07          |                                    | 赤磐郡 吉井町 | 赤磐郡 吉井町 |
| 美作飯岡駅                                       | 1.1      | 29.6     | 29k873m45          |                                    | 久米郡 柵原町 | 久米郡 柵原町 |
| ダブル・チェイン (31k024m773-30k981m944 +42m829) |          |          |                    |                                    | 久米郡 柵原町 | 久米郡 柵原町 |
| 吉ヶ原駅                                         | 2.9      | 32.5     | 32k689m80          |                                    | 久米郡 柵原町 | 久米郡 柵原町 |
| ダブル・チェイン (33k807m348-33k798m517 +8m831)  |          |          |                    |                                    | 久米郡 柵原町 | 久米郡 柵原町 |
| 柵原駅                                           | 1.3      | 33.8     | 33k997m39          |                                    | 久米郡 柵原町 | 久米郡 柵原町 |

## 廃線後の状況

### 代替交通
廃止後は日生運輸（備前バス）による代替バスに転換された。ただし、和気駅前は狭隘なため、和気始発便のみ駅前から発車し、それ以外は少し離れたところにある富士見橋バス停に発着する体制が続いた。その後、2010年代に入り、駅前広場の拡張が行われてからは全便が駅前に乗り入れるようになった。
備前バスは、1972年7月に同和鉱業片上鉄道のバス部門が日生運輸に譲渡されたものである。片上鉄道の代替バスルートのみが「備前片鉄バス」として運行されている。片上鉄道廃止後は片鉄片上 - 和気駅前 - 矢田 - 周匝 - 高下 - 吉ヶ原 - 柵原病院前で運行され、月曜日 - 金曜日は5往復程度、土曜日は2往復だった。
2007年4月1日より、備前片鉄バスの運行は日曜・祝日・年末年始は全便運休となっている。2011年9月に沿線の美咲町（旧柵原町）が同バスへの補助金を打ち切ったことに伴い、同年9月30日をもって周匝 - 高下 - 吉ヶ原 - 柵原病院前間が路線廃止となった。同区間廃止後は、美咲町が柵原病院前 - 吉ヶ原 - 高下 - 周匝間に備前片鉄バスに接続する「柵原病院 - 周匝」連絡バスの運行を行い、周匝で路線が分断された格好になったが、その連絡バスも2014年3月31日の運行を最後に廃止された。
2015年9月30日限りで経営難のため日生運輸が路線バス・貸切バス事業から撤退したため、和気 - 周匝間は当面の代替措置として赤磐市と和気町が共同運行する赤磐市広域路線バス（赤磐・和気線）が引き継ぐこととなった。片上 - 和気間は日生運輸の事業撤退の際に代替バスが設定されず交通空白となっていたが、2019年4月1日より備前市営バス、和気町営バスの共同運行路線として復活した 。

### 施設と車両の状況
廃線跡を利用して「片鉄ロマン街道」（岡山県道703号備前柵原自転車道線）が設置された。また吉ヶ原駅周辺には柵原ふれあい鉱山公園が設けられた。車両は動態保存されているものがあり、定期的に展示運転が実施されていたが、新型コロナウイルス感染症流行の影響により現在は実施されていない。

#### 駅舎
天瀬駅と苦木駅は、「片鉄ロマン街道」開通に伴い改修され、休憩所および鉄道史跡として保存されている。旧備前矢田駅のようにホームや駅標が部分的に残されている駅もある。北側の終点だった柵原駅は解体された。運転上の要であった和気駅はホームの痕跡が僅かに残っているのみである。片上駅跡地では駅前のロータリーと起点を示す0キロポストの2つの施設だけが残されている。吉ヶ原駅舎は、1931年2月の井ノ口 - 柵原間の開業時に建設されたもので、廃止後はバスの待合室として利用されていたため、損傷はほとんど無かった。このため、柵原ふれあい鉱山公園の開園に先駆けて改修され、展示運転で実際に駅舎として使用されている。以前は片上鉄道の資料館にもなっていたが、展示品の一部に盗難が発生したため、2025年現在は一般開放されておらず、展示ケース等も撤去されている。2006年3月2日には、登録有形文化財に登録された。2014年11月2日には、展示運転線が約100m延伸され、黄福柵原駅（こうふくやなはらえき）が「開業」した。これは、わずかに残っていた片上鉄道の廃線跡を撤去し緊急車両用の道路が建設されることとなり、廃線跡も残したい・緊急車両用の道路も建設して欲しいとして署名を募った結果どちらも採用され、駅舎を模したトイレ付き休憩施設と展示車両用の屋根と駐車場ができ、展示運転線を延長し新駅として使用したものである。当時の柵原駅を模し、1面2線の駅の形態をとっている。

#### 線路跡
片上 - 吉ヶ原間の線路跡は、サイクリングロード（岡山県道703号備前柵原自転車道線、通称「片鉄ロマン街道」）として整備され2003年11月24日に開通した。吉井川の河川敷を走行していた区間は、川辺に桜が植樹され春先は桜の名所になっている。同所に設置された陸閘門もそのまま残されており、サイクリングロードのアスファルト舗装の間からレールが少し露出している。峠清水トンネルや天神山トンネル1号・2号は改修され残されている。吉井川に架かっていた橋梁は全て撤去され国道を迂回するルートとなっている。その後、旧吉井川第2橋梁に並行する形で飯岡橋（美咲町道2-0505号飯岡周匝線・赤磐市道、サイクリングロード）が架橋されている。

#### 車両
廃止後、1998年11月15日に開園した柵原ふれあい鉱山公園に12両の車両が保存されている。そのうちの10両（ディーゼル機関車1両、気動車3両、客車3両、貨車3両）は片上鉄道保存会と片上鉄道OBの手により整備・動態保存され、2020年まで毎月第1日曜日に旧吉ヶ原駅付近の約400mの区間で展示運転されていたが、現在は新体制で動態保存が行われている。2011年5月より、ワム1807（旧番号ワム184740）が動態保存車両として登場。この車両は、元は国鉄から購入した国鉄ワム80000形貨車で、以前は片上駅跡地にてワム1805（旧番号ワム184036）、ディーゼル機関車DD13-552と共に静態保存されていた。また、柵原ふれあい鉱山公園の開園時より静態保存されている貨車3両（トラ840・トム519・ワフ102）のうち、トラ840が整備され、2013年9月より、動態保存車両として登場している。これはキハ303の予備部品として、保存されていたものの解体が決まった蒲原鉄道クハ10のTR26台車を譲り受けた際の保管場所捻出のためであったが、現在は撤去されている。
静態保存車両は柵原ふれあい鉱山公園内の貨車2両のほかに、片上駅跡地にDD13-552、和気町の和気交通公園横にワム1805、国道484号沿いの菊ヶ峠ドライブインにキハ311の計5両が静態保存されている。また、2006年3月頃までは佐伯町役場（現・和気町役場佐伯総合支所）にホハフ3001（旧番号オハ35 1058）が保存されていたが、解体された。備前市久々井生崎の備前市浄化センターにはキハ801が保存されていたが、放置状態で整備もされず、老朽化が激しかったため2014年1月までに解体された。菊ヶ峠ドライブインのキハ311はだいぶ荒廃が進んでいたが、近年補修と再塗装が行われた。小坂鉄道には片上鉄道から譲渡されたディーゼル機関車1両 (DD13-556) が予備車両として在籍していたが、2009年4月1日付で小坂鉄道は廃止されたため、今後のDD13-556の去就が注目される。また、小坂鉄道からは余剰となったキハ2100形2両（キハ2108、2102）が1981年に譲渡され、キハ801、802となっている。キハ801は前述の通り静態保存されていたが解体され、キハ802は1995年に片上駅跡地にて解体された。

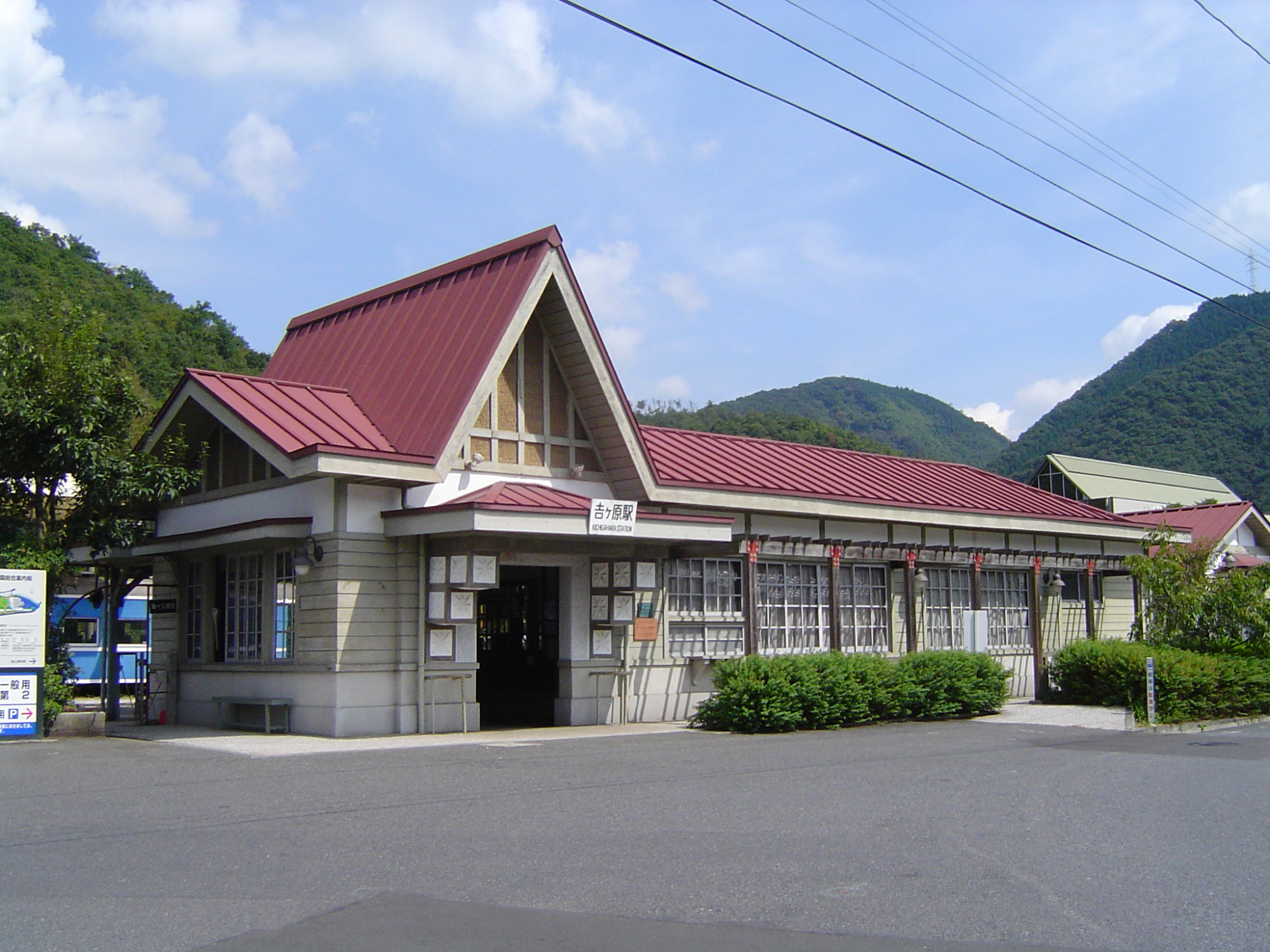
柵原ふれあい鉱山公園の旧吉ヶ原駅舎
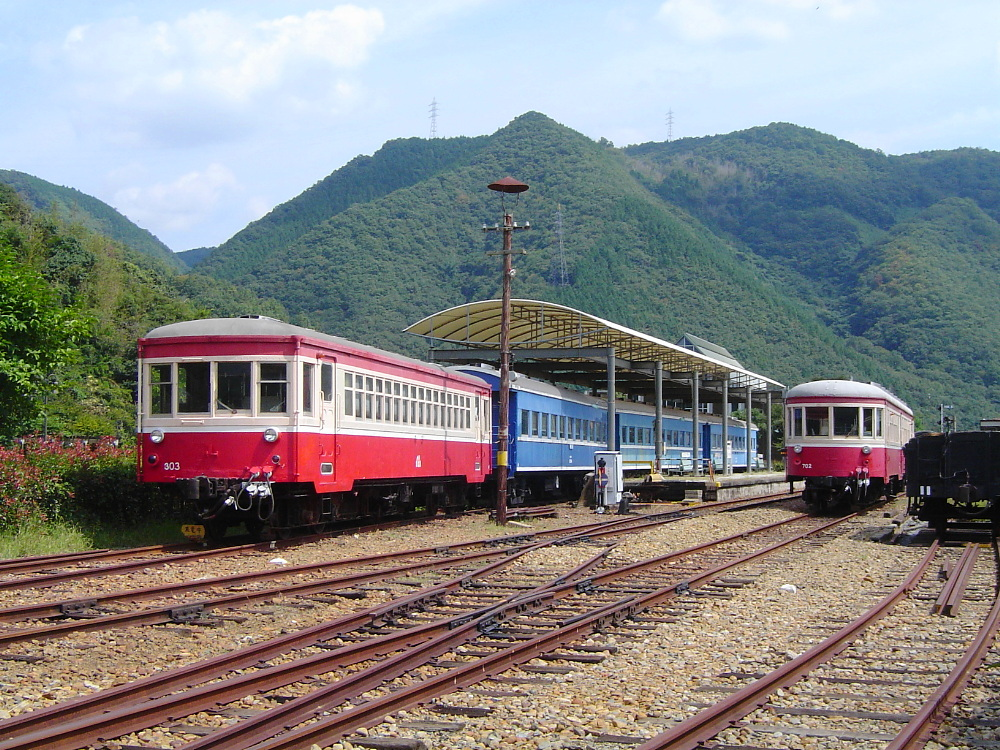
柵原ふれあい鉱山公園に保存されている車両群
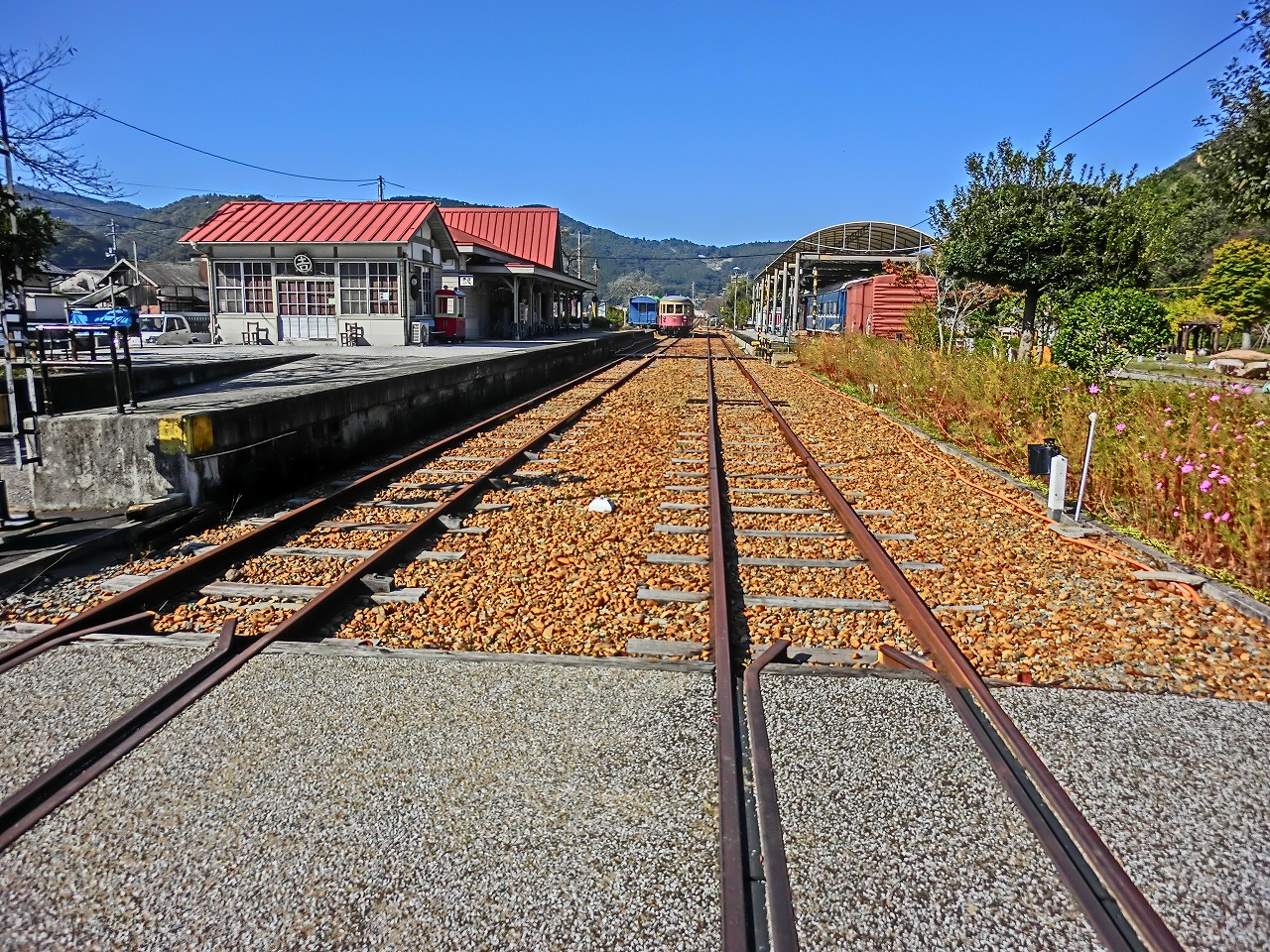
吉ヶ原駅ホーム（2015年）
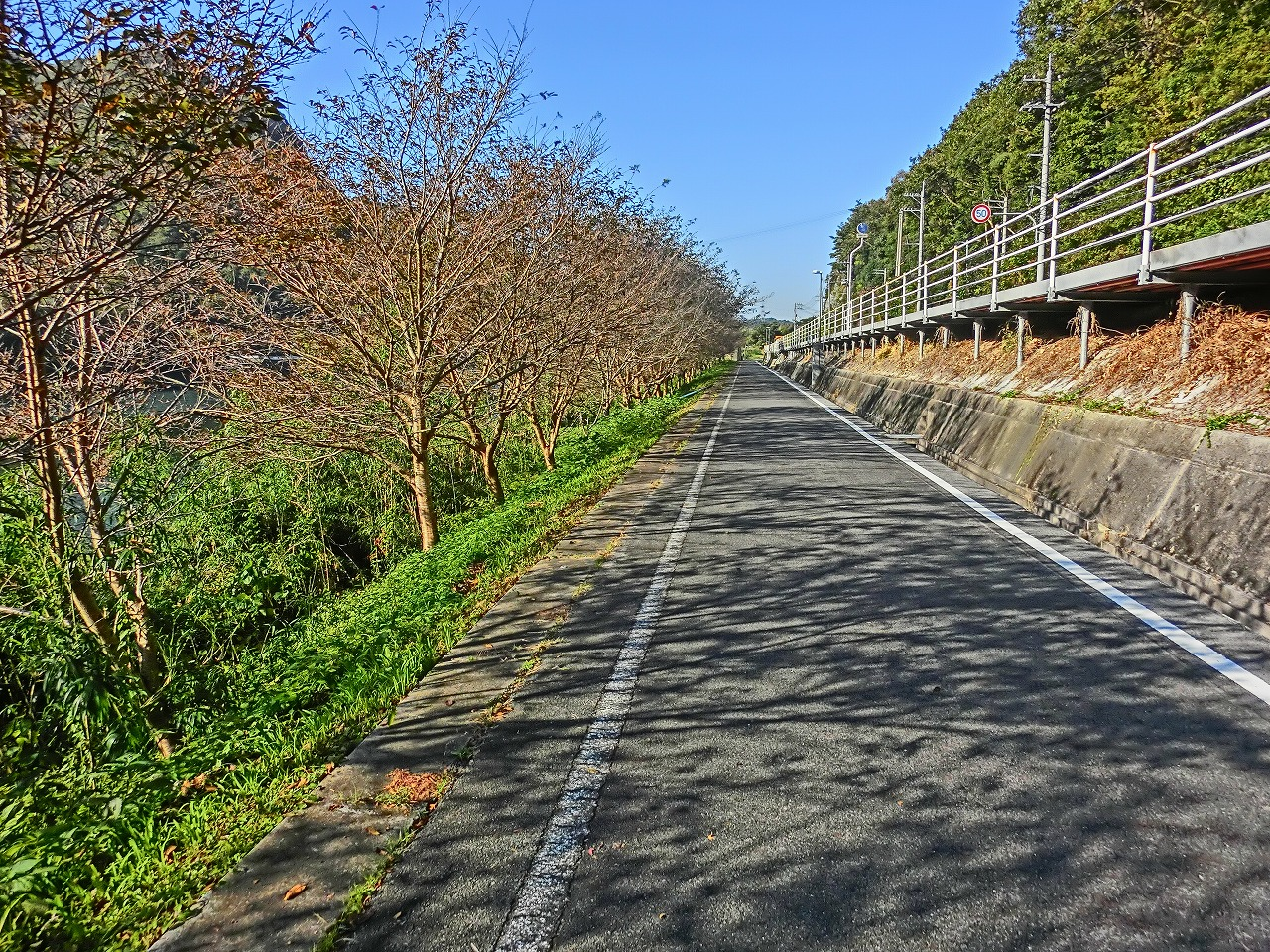
吉井川並走区間
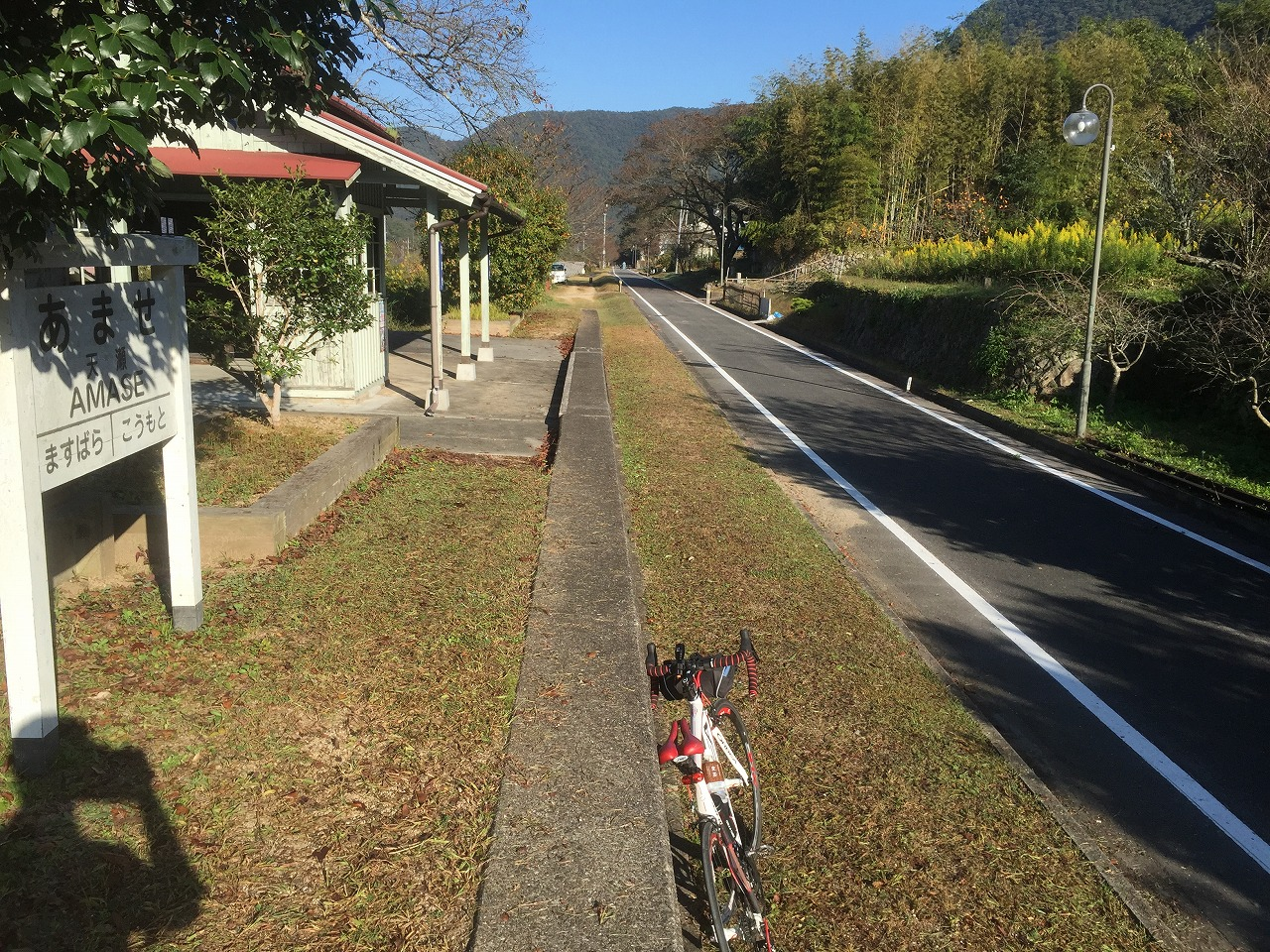
天瀬駅と整備された自転車道
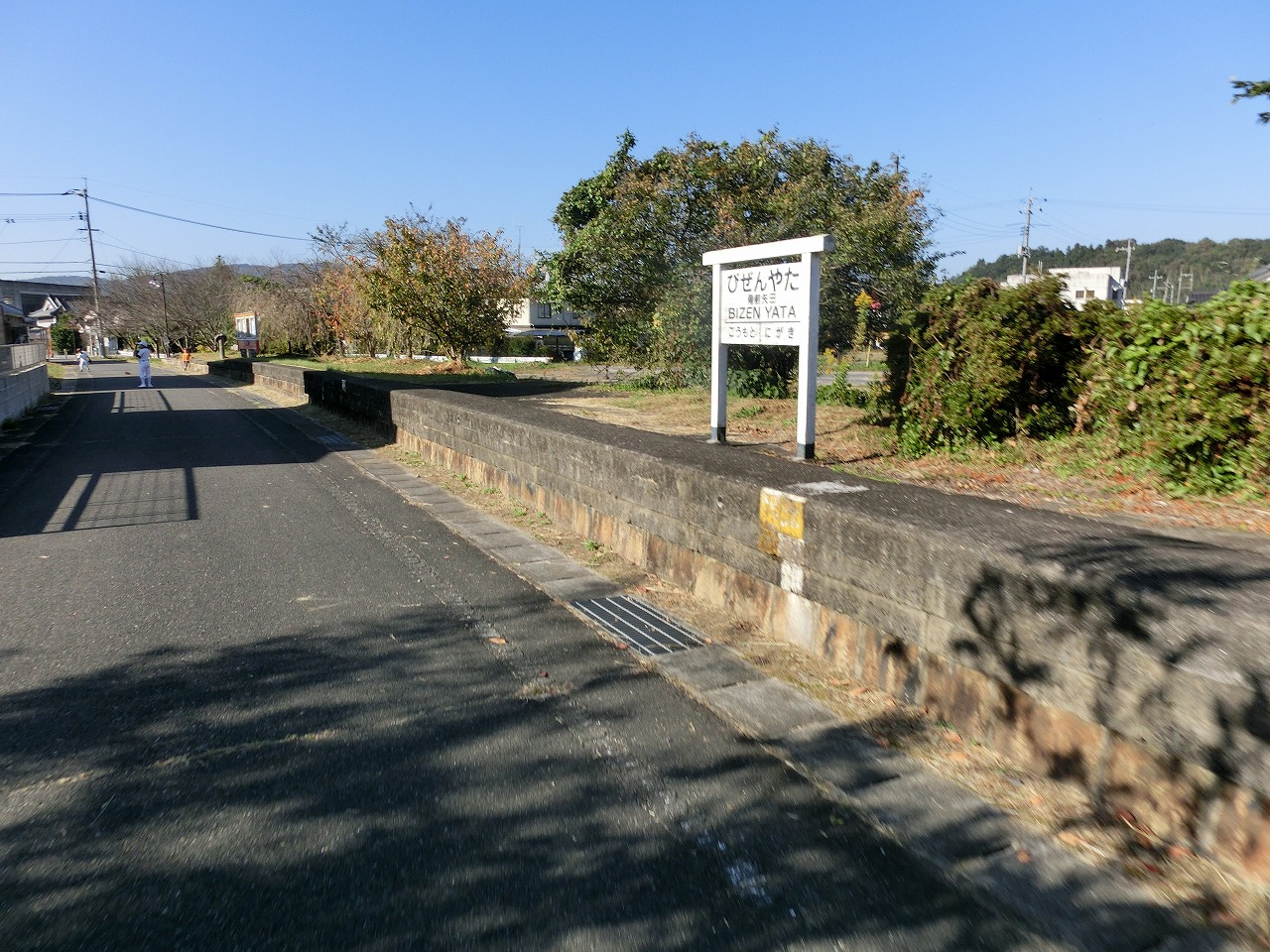
旧備前矢田駅のホームと自転車道
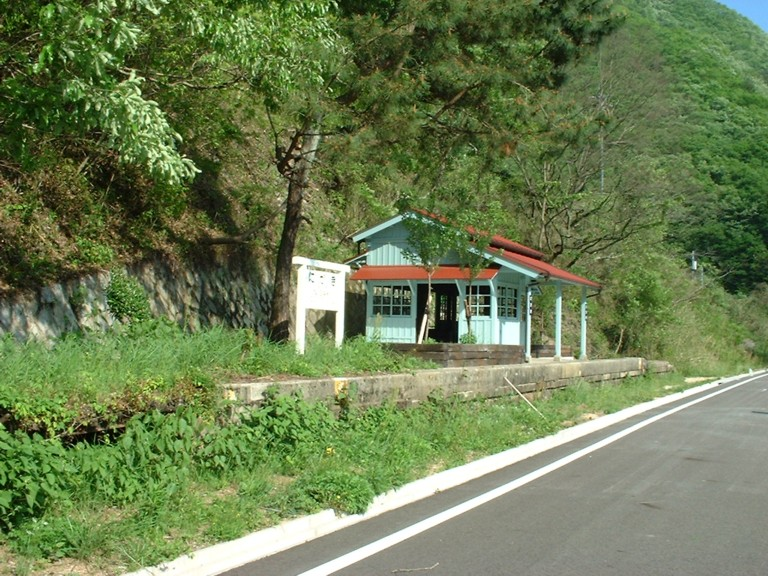
苦木駅跡
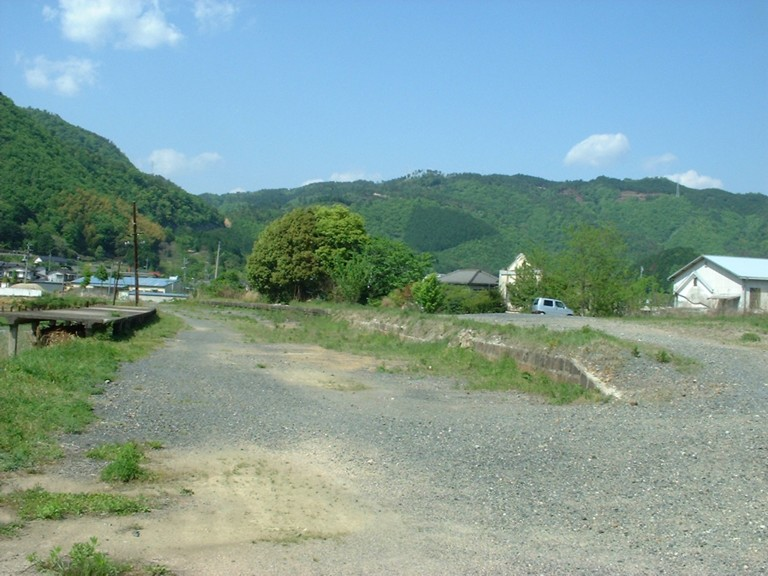
美作飯岡駅跡
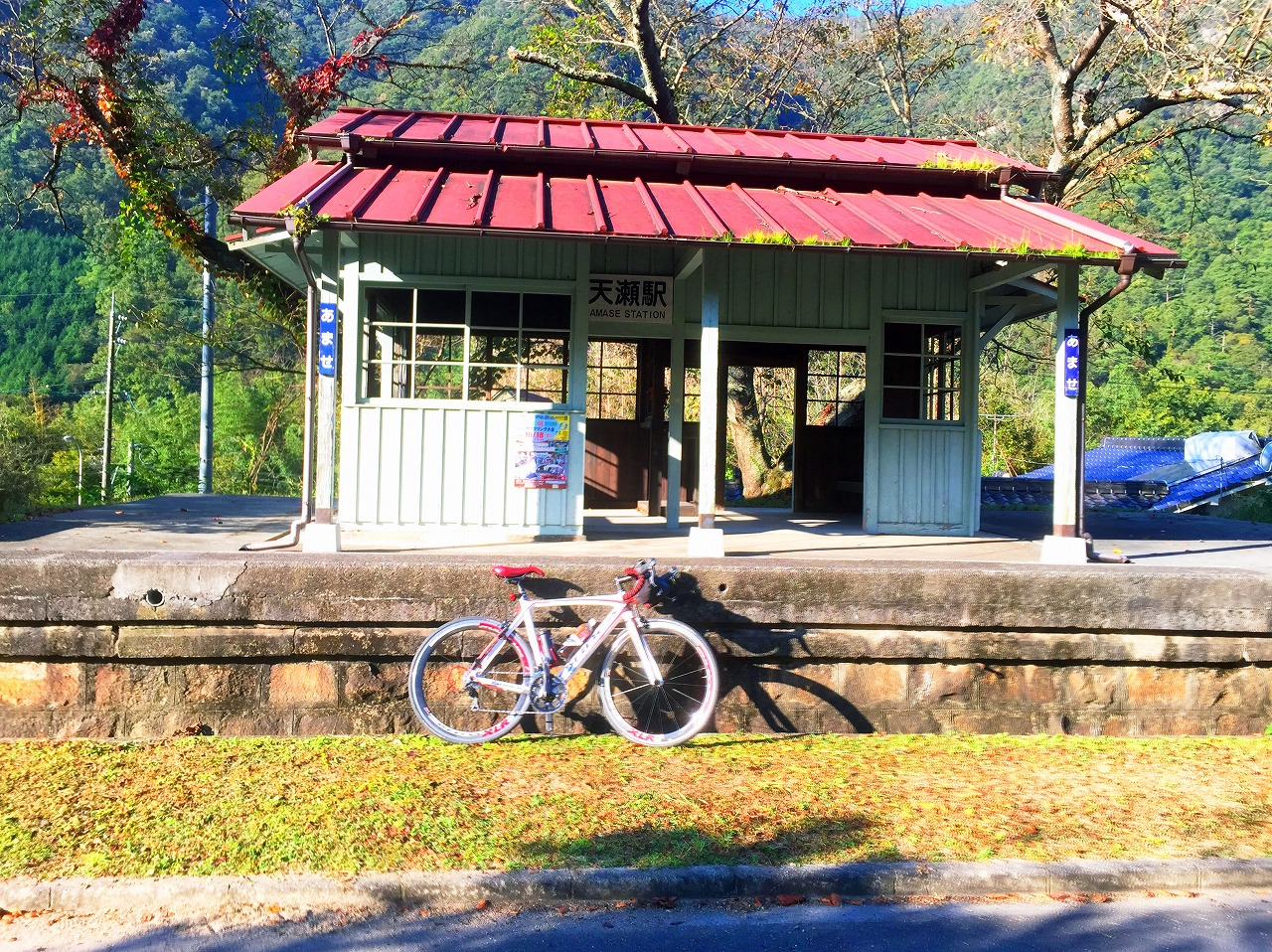
天瀬駅舎
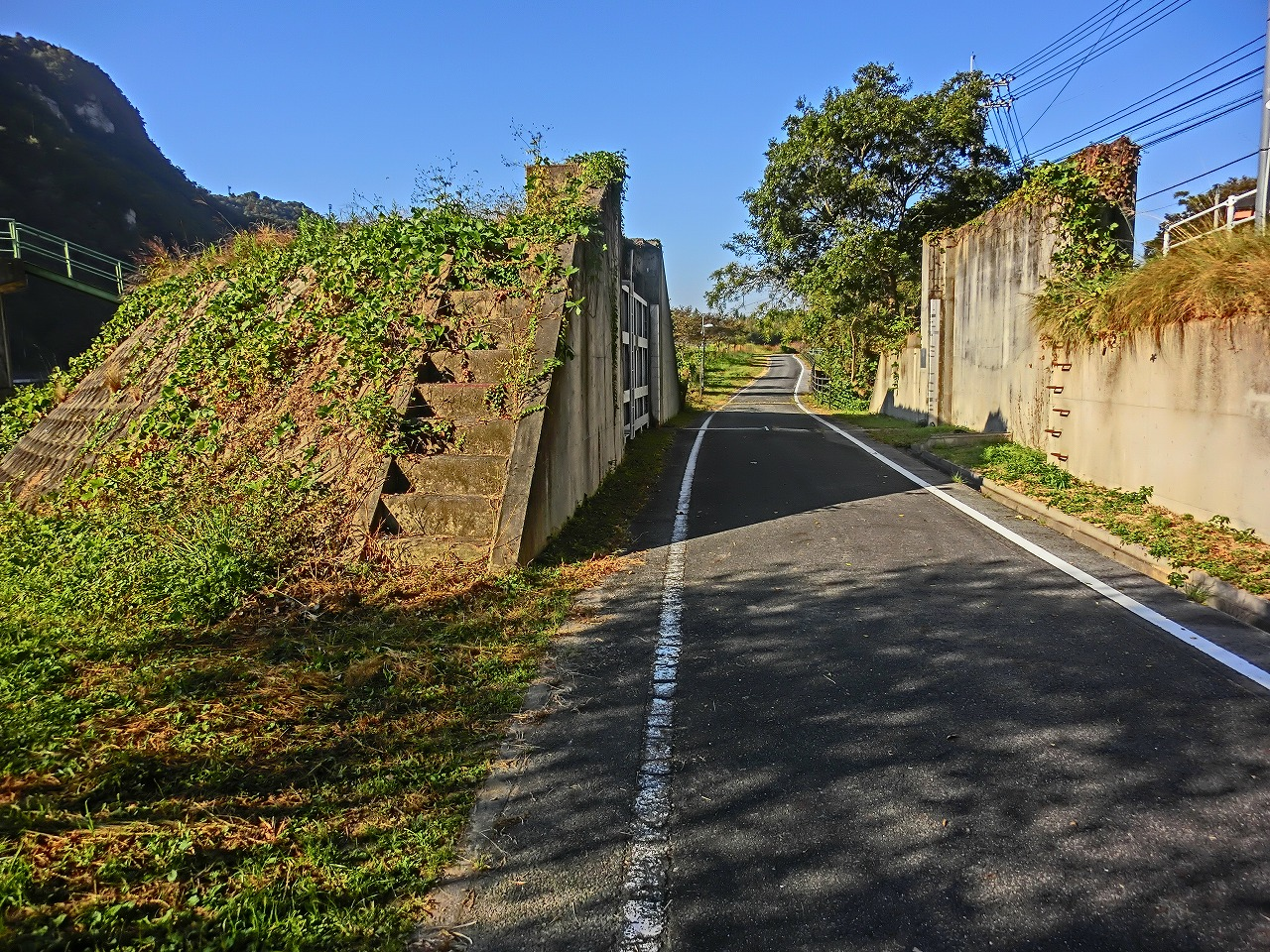
吉井川に残る陸閘門